# Утыз Имян
 Утыз Имян  (тат. Утыз Имән) — село в Черемшанском районе Татарстана. Административный центр  Новокадеевского сельского поселения.

## Этимология
Топоним произошёл от татарского числительного «утыз» (тридцать) и фитонима «имән» (дуб).

## География
Находится на реке Сульча, в 24 км к северо-западу от села Черемшан.

## История
Основано в первой половине XVIII века. До 2000 года Новое Кадеево.
До 1860-х годов жители относились к сословию государственных крестьян. Занимались земледелием (в начале XX века земельный надел сельской общины составлял 2822,4 десятины), разведением скота. 
В «Списке населенных мест по сведениям 1859 года», изданном в 1866 году, населённый пункт упомянут как казённая деревня Новая Кадеева 1-го стана Чистопольского уезда Казанской губернии. Располагалась при речке Киязле, по правую сторону торгового тракта из Чистополя в Бугульму, в 101 версте от уездного города Чистополя и в 40 верстах от становой квартиры в казённом пригороде Новошешминске. В деревне в 119 дворах жили 784 человека (413 мужчин и 371 женщина). Была мечеть.
По сведениям переписи 1897 года, в деревне Новое Кадеево Чистопольского уезда Казанской губернии жили 1471 человек (715 мужчин и 756 женщин), из них 1456 мусульман.
В начале XX века здесь были две мечети, кузница, 9 мелочных лавок.
До 1920 года село входило в Кутушскую волость Чистопольского уезда Казанской губернии. С 1920 года в составе Чистопольского кантона ТАССР. С 10.08.1930 в Первомайском, с 01.02.1963 в Октябрьском, с 12.01.1965 в Черемшанском районах.

## Население
Постоянных жителей было: в 1782 году — 26 душ мужского пола, в 1859 — 784, в 1897 — 1476, в 1908 — 1559, в 1920 — 2099, в 1926 — 1199, в 1949 — 1409, в 1958 — 1415, в 1970 — 1644, в 1979 — 1260, в 1989 — 727, в 2002 — 634 (татары 99%), в 2010 — 495.

## Экономика
Полеводство, мясо-молочное скотоводство, свиноводство.

## Инфраструктура
Средняя школа, дом культуры, библиотека.

## Религия
Мечеть.

## Известные люди
Габдрахим Утыз Имяни — татарский поэт-суфий, учёный, религиозный деятель и просветитель.